# ذهن‌خوانی
ذهن‌خوانی (به انگلیسی: Brain-reading) اشاره به تکنیک جدیدی دارد که دانشمندان را قادر می‌سازد با بازخوانی سیگنال‌های الکتریکی دریافتی از مغز افراد، افکار آن‌ها را در مدت زمان بسیار کمی (در حدود چند میلی ثانیه) رمزگشایی کنند. قابلیت رمزگشایی خود به خودی و بلادرنگ ناخودآگاه افراد می‌تواند پیامدهای بسیار وسیعی داشته باشد، و پتانسیل این را دارد که در روش‌های جدید درمان آسیب‌های مغز مورد استفاده قرار گیرد، یا به ارتباطات افرادی که مشکل سندروم قفل‌شدگی دارند کمک کند. این نتایج جدید می‌تواند در آینده به افرادی که نمی‌توانند صحبت کنند یا در ارتباطات کلامی دچار مشکل هستند برای بیان افکارشان کمک‌های شایانی بکند.
طبق مطالعات، کامپیوترها برای رمزگشایی تصاویر به دو نوع سیگنال مغزی نیاز دارند: پتانسیل وابسته به رخداد و تغییرات طیفی پهنای باند. پتانسیل وابسته به رخداد یک ویژگی (تیز) در سلول‌های مغز است که زمانی که مغز به هر محرکی واکنش و پاسخ نشان می‌دهد، ظاهر می‌شود. در حالیکه تغییرات طیفی پهنای باند توسط الکترود‌ها به عنوان تغییرات کلی توان در کل ناحیهٔ مغز تشخیص داده می‌شود.
در ذهن‌خوانی از پاسخ‌های دریافتی از چندین واکسل در مغز که توسط محرک برانگیخته شده‌اند و سپس توسط fMRI برای رمز گشایی از محرک اصلی تشخیص داده شده‌اند، استفاده می‌شود. مطالعات ذهن‌خوانی در انواع رمزگشایی بکار گرفته شده (برای مثال رده‌بندی، تشخیص و بازسازی)، هدف (رمزگشایی الگوهای تصویری، الگوهای شنیداری، حالت‌های (روانشناسی) شناختی)، و الگوریتم‌های رمزگشایی (رده‌بندی خطی، رده‌بندی غیر خطی، بازسازی مستقیم، بازسازی بیزین و غیره) به کاربرده شده، تفاوت دارند.

## تاریخچه
در سال‌های اخیر، محققان گام‌های عظیمی در جهت رمزگشایی افکار انسان‌ها برداشته‌اند. در مطالعات سال ۲۰۱۱، محققان امواج مغز را به یک کلیپ فیلم تبدیل کردند که می‌شد آن را در لحظه دید. در سال ۲۰۱۴، دو دانشمند با استفاده از پیوند مغز به مغز، افکار را به یکدیگر منتقل کردند. مطالعات دیگر نشان می‌دهد که کامپیوترها با استفاده از سیگنال‌ها و فعالیت‌های مغز افراد، می‌توانند «ببینند» افراد به چه چیزی فکر می‌کنند.

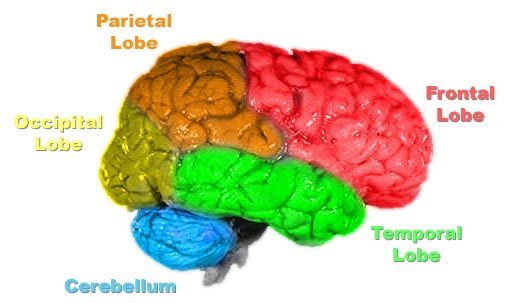
لوب‌های مغز برای دریافت سیگنال‌های ذهن

### آزمایش خواندن مغز
محققان با همکاری هفت نفر مبتلا به بیماری صرع در یک بیمارستان در سیاتل آزمایشی برای خواندن ذهن افراد انجام دادند. در مغز هر کدام از این افراد تعدادی الکترود به نام آرایهٔ electrocorticographic جاسازی کردند. این الکترودها در لوب های اکسیپیتال(پس سری) و گیجگاهی از پوسته‌ی مغز قرار داشتند و به ترتیب مربوط به شنوایی و بینایی می‌باشند.
به هر کدام از بیماران تعدادی تصویر سیاه و سفید از مجموعه‌ای از چهره‌ها و خانه‌هایی با ترتیب تصادفی و هر کدام حدود 400 میلی‌ثانیه در صفحهٔ نمایش نشان داده شد. با بکارگیری یک چارچوب جدید برای تفسیر داده‌های مربوط به فعالیت مغز بیماران، محققان قادر بودند تشخیص دهند هر بیمار در هر لحظه چه تصویری را می‌بیند. گزارشی از این آزمایش در ژورنال PLOS Computational Biology آمده‌است.

## رده‌بندی
در رده‌بندی، با استفاده از الگوی فعالیت‌های میان چندین واکسل برای تشخیص ردهٔ خاصی که محرک از آن استخراج شده‌است استفاده می‌شود. مطالعات بسیاری محرک‌های بصری را رده‌بندی کرده‌اند، در حالی که این روش برای رده‌بندی حالت‌های شناختی نیز بکاربرده می‌شود.

## بازسازی
در بازسازی ذهن‌خوانی، هدف ایجاد یک تصویر واقعی از عکسی است که نمایش داده شده‌است. مطالعات اولیه، واکسل‌های ناحیهٔ پوستهٔ تصویری (V1, V2 و V3) را استفاده می‌کردند تا محرک‌های هندسی ای را بازسازی کنند که که از الگوی شطرنجی ساخته شده‌است.

## تصاویر طبیعی
اخیرترین مطالعات واکسل‌ها را از نواحی بصری غشایی قدیمی تر و جدید تر همزمان استفاده می‌کنند تا با تکنیک‌های استنباط بیز تصاویر پیچیدهٔ طبیعی را بازسازی کنند. این روش ذهن‌خوانی از سه مؤلفه تشکیل شده‌است: یک مدل ساختاری رمز گشایی که پاسخ‌های نواحی بصری اولیه را توصیف می‌کند؛ و یک کمیت اولویت بیز که توزیع ساختاری و معنایی آمار صحنه (scene statistics) را توصیف می‌کند.

## انواع دیگر
می‌توان فهمید یک انسان کدام یک از دو نوع توهم دوربین دو چشمی رقابتی را از طریق سیگنال‌های fMRI به‌طور ذهنی تجربه کرده‌است. دستهٔ رخدادهایی که یک فرد به خاطر می‌آورد از طریق fMRI می‌تواند تشخیص داده شود، قبل از اینکه خود فرد بگوید چه چیزی را به یاد آورده‌است. تحلیل آماری امواج مغز EEG ادعا کرده‌اند امکان تشخیص واج‌ها، و در حدود ۶۰ تا ۷۰ درصد سطح رنگ و شکل بصری کلمات وجود دارد. همچنین نشان داده شده‌است که ذهن‌خوانی می‌تواند در یک محیط مجازی پیچیده نیز صورت گیرد.

## دقت
دقت ذهن‌خوانی با پیشرفت کیفیت داده‌ها و پیچیدگی الگوریتم‌های رمز گشایی به صورت پایداری در حال افزایش است. در یک آزمایشی که اخیراً انجام شده‌است سیگنال تصویر ی که در ذهن دیده می‌شد از بین ۱۲۰ تصویر مجموعه مرجع تشخیص داده شده‌است.

## محدودیت‌ها
قابل ذکر است که در حال حاضر ذهن‌خوانی با محدودیت‌هایی روبروست. در عمل، بازسازی دقیق مغز و سیگنال‌های دریافتی از مغز توسط fMRI با استفاده از انواع الگوریتم‌های بازسازی امکان‌پذیر نیست. این به دلیل این است که تمام بازسازی‌ها به ناچار به خاطر عدم دقیق بودن مدل‌های کدکننده و اختلال‌های موجود در سیگنال‌های اندازه‌گیری شده می‌باشد.

## کاربردها

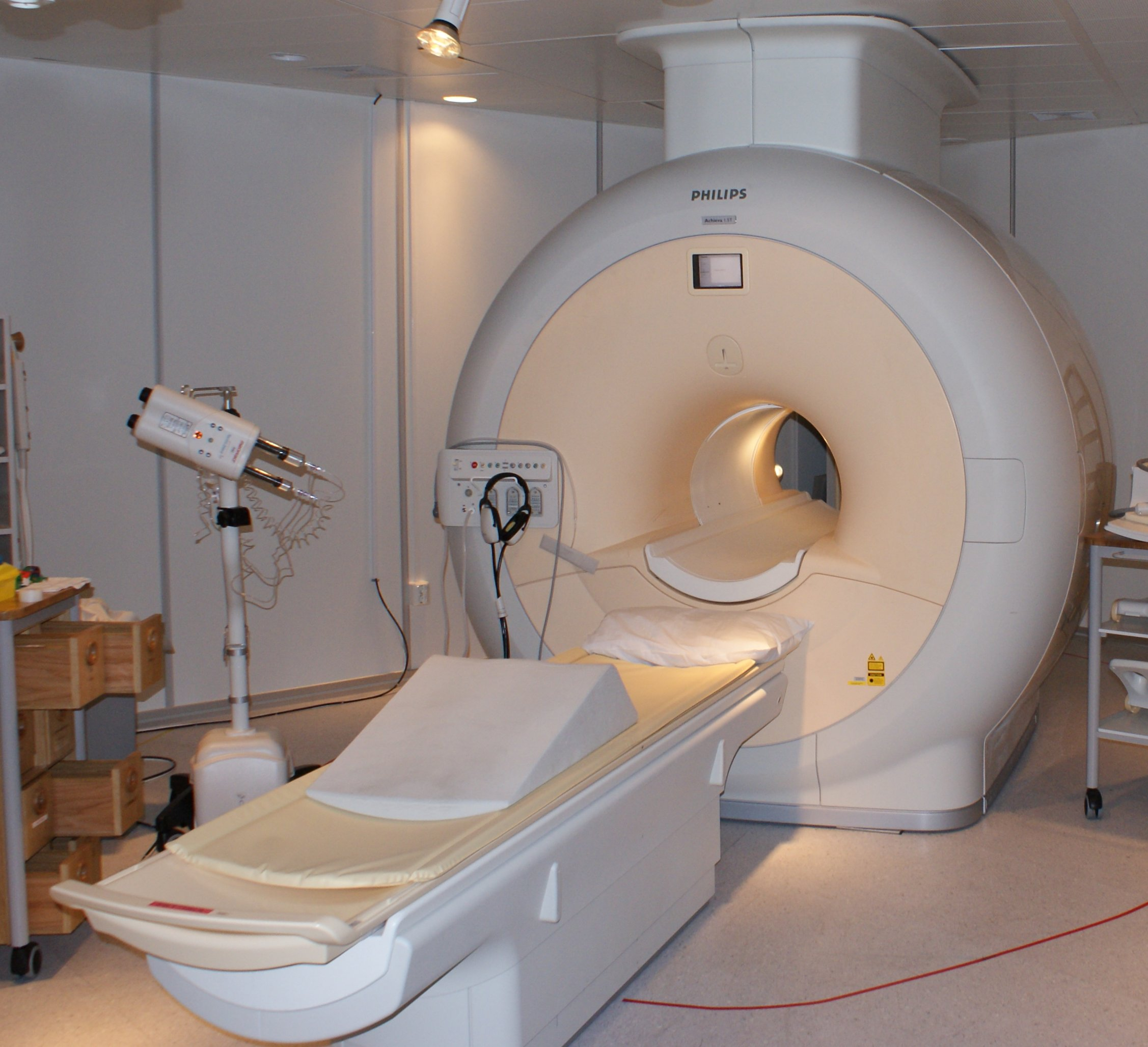
دروغ سنج

ذهن‌خوانی به عنوان جایگزینی برای ماشین پلی گراف برای دروغ سنجی می‌تواند مورد استفاده قرار گیرد. یک روش تصویر برداری عصبی که برای تشخیص دروغ ارائه می‌شود مغز انگشت نگاری EEG است، به طوریکه پتانسیل‌های مربوط به رخدادها ظاهراً برای تشخیص آشنا بودن یا نبودن محرک‌ها مورد استفاده قرار می‌گیرد. مخترع انگشت نگاری مغز، Lawrence Farwell تلاش کرده‌است تا کاربردهای این حوزه را در موارد قانونی نشان دهد. جایگزین دیگر برای ماشین پلی گراف، تکنولوژی عملیاتی تصویر بردار وابستهٔ میزان اکسیژن خون MRI است. این تکنیک شامل تفسیر تغییرات محلی در تجمع هموگلوبین اکسیژن دار شده در مغز می‌باشد، هر چند ارتباط بین این جریان خون و فعالیت‌های عصب‌ها هنوز به‌طور کامل فهمیده نشده‌است.
نگرانی‌هایی در مورد دقت و پیامدهای ذهن‌خوانی برای این اهداف به وجود آمده است. مطالعات آزمایشگاهی به دقت بیشتر از ۸۵ درصد دست پیدا کرده‌اند، با این حال آن‌ها نگران معنی و مفهوم نتایج به اشتباه درستی که از جمعیت غیر مجرم به دست میآید هستند: " اگر شیوع دوپهلو (دروغ گویی) حرف زدن در یک گروه کم باشد، تست بیشتر به نتایج به اشتباه درست تشخیص داده شده نسبت به نتایج به درستی درست تشخیص داده شده، دست میابد. چنانچه حدود یکی از پنج نفر به اشتباه در تست تشخیص داده می‌شوند. مسائل اخلاقی مربوط به ذهن‌خوانی مانند دروغ سنجی شامل سوء استعمال به علت اتخاذ تکنولوژی قبل از قابل اطمینان بودن و اعتبار آن، می‌تواند به درستی تشخیص داده شود و به علت فهم اشتباه تکنولوژی و نگرانی‌های خصوصی مربوط به دسترسی بی سابقه به افکار شخصی افراد است. به هر حال، باید اشاره شود که استفاده از پلی گراف دروغ سنجی، نگرانی‌های مشابهی را در مورد قابل اعتماد بودن نتایج و تعدی از حریم خصوصی به همراه دارد.
ذهن‌خوانی هم چنین به عنوان روشی برای بهتر کردن واسط‌های کاربری ماشین‌ها مورد استفاده قرار می‌گیرد، این کار با EEG از طریق تشخیص حالت‌های مربوط به مغز انسان صورت می‌گیرد. در سال‌های اخیر، اختراعات مربوط به خواندن امواج مغزی با سرعت بالایی ثبت شده است، به طوریکه از تعداد ۴۰۰ اختراع در سال‌های ۲۰۰۹ تا ۲۰۱۲ به تعداد ۱۶۰۰ عدد در سال ۲۰۱۴ رسیده است. این موارد شامل روش‌های ارائه شده برای کنترل بازی‌های ویدئویی از طریق امواج مغز و «بازاریابی عصبی» برای مشخص کردن افکار یک فرد در مورد یک محصول یا تبلیغات جدید می‌باشد.
تکنولوژی‌های نوین ذهن‌خوانی در سال های اخیر  راه خود را به عرصه دادرسی هم گشوده‌اند. برای مثال در پرونده «آدیتی شارما» یک دادگاه هندی مدارکی را مورد استماع قرار داد که نشان می‌داد پاسخ‌های مغزی متهم ثابت می‌کند او در جریان قتل نامزد خود بوده‌است. بازپرس‌های پرونده اعلام کردند که پاسخ‌های مغزی متهم نشان می‌دهد او برای مسموم کردن نامزد خود با سم آرسنیک و خریدن آرسنیک برنامه‌ریزی کرده تا او را به قتل برساند. این پرونده بسیار بحث‌برانگیز شد و هر چند متهم در ابتدا محکوم شد اما بعدا حکم نقض شد. دیوان عالی هند امکان استفاده از این نوع آزمایش‌ها را رد نکرد، به شرطی که شخص متهم آزادانه به انجام آن رضایت دهد. با توجه به اینکه اعتبار و دقت این آزمایش‌ها در حال افزایش است اکنون این پرسش مورد توجه حقوقدانان قرار گرفته که آیا می‌توانیم از چنین آزمایش‌هایی برای اثبات وقوع جرم یا بی‌گناهی متهم در دادگاه استفاده کنیم؟ این  مساله چالش‌های حقوقی و اخلاقی بزرگی را مطرح کرده است. در صورت استفاده اجباری از تکنولوژی های ذهن‌خوانی به حریم حافظه انسان که خصوصی‌ترین بخش وجود هر شخص است تعرض می شود و از سوی دیگر این تکنولوژی می‌تواند در برخی شرایط به کشف حقیقت و برقراری عدالت و نجات بشریت کمک کند.